# 李客師
李客师（580年—669年），雍州三原（今陕西三原县东北）人，出自陇西李氏丹杨房，为唐代名将李靖之弟。父李诠，隋朝赵郡太守、临汾襄公。
隋朝时任隋文帝挽郎、涿郡司户，唐初为幽州总管府属、秦王府统军。
玄武门之变后，626年七月初三，朝廷任命秦王府护军秦叔宝为左卫大将军、程知节为右武卫大将军、尉迟敬德为右武候大将军。七月初六，高士廉为侍中、房玄龄为中书令、萧瑀为左仆射、长孙无忌为吏部尚书，杜如晦为兵部尚书。七月初七，朝廷任命宇文士及为中书令、封德彝为右仆射、前天策府兵曹参军杜淹为御史大夫、中书舍人颜师古和刘林甫为中书侍郎，左卫副率侯君集为左卫将军、左虞候段志玄为骁卫将军、副护军薛万彻为右领军将军、右内副率张公谨为右武候将军、右监门率长孙安业为右监门将军、右内副率李客师为领左右将军。后升为太子左内率、左右千牛卫将军、滁州刺史、左右骁卫将军。
贞观年间，李客师官至右武卫将军，以战功累封丹阳郡公。永徽初年，李客师因年老致仕，特授冠军大将军，俸禄一依在职。善骑射，喜好驰猎，虽老未衰。四时从禽，没有止息。李客师在昆明池南有别业，自京城之外，西到澧水，鸟兽都认识他，每次出猎则鸟鹊随逐而噪，乡人说他是“鸟贼”。总章年间李客师卒，年九十余岁，赠镇军大将军、幽州都督。

## 子孙
妻长孙氏，唐太宗文德皇后长孙氏堂姐。
- 子：李嘉，字大善，隰川令，襲丹阳公
  - 孙：李守节，光化令。
  - 孙：李思孝，夏州都督。
- 子：李大惠，资州内江令
  - 孙：李约，字诫盈，六泉大监，垂拱三年十一月十一日终于六泉监。夫人霍郡柴氏，子嗣光、女贾氏。
- 第四子：李大志（？—685年），名器，甘银二州刺史、安北都护、代州都督、左武卫大将军、左羽林将军、右威卫将军，封宜春县开国子。先天二年追赠礼部尚书。夫人燕氏。
  - 孙：李令哲，会州刺史。
  - 孙：李令問（664—729年），殿中监、宋国公。夫人高平徐氏。有子李俊、李仪、李佋、李倨、李侗、李侚、李承重。
- 子：李楷（606—655年），字德谟，尚辇奉御
  - 孙：李守真，虢州司兵
    - 曾孙：李景阳（687—730年），华州郑县主簿

## 延伸阅读
[在维基数据编辑]
 《新唐書·卷093》，出自《新唐書》